# Могсохон
Могсохо́н (бур. Могсохон) — улус в Кижингинском районе Бурятии. Образует сельское поселение «Могсохонский сомон».

## География
Улус расположен в 37 км к востоку от районного центра, села Кижинга, преимущественно на правом, северном, берегу реки Худан у южного подножия Худанского хребта по южной стороне автодороги местного значения Кижинга — Хуртэй.
Ближайшие населённые пункты: Михайловка (11 км к востоку), Улзытэ (15 км к западу), Чесан (17 км к северо-востоку).

## Население
| 2002 | 2010  | 2012  | 2013  | 2014  | 2015  | 2016 |
| ---- | ----- | ----- | ----- | ----- | ----- | ---- |
| 1063 | ↗1120 | ↘1059 | ↘1052 | ↘1027 | ↘1026 | ↘994 |
| 2017 | 2018  | 2019  | 2020  | 2021  | 2023  | 2024 |
| ↘963 | ↘944  | ↘918  | ↘900  | ↘807  | ↘786  | ↘767 |

## Инфраструктура
Администрация сельского поселения, средняя общеобразовательная школа, детский сад, Дом культуры, библиотека, врачебная амбулатория, почтовое отделение, два территориально-общественных самоуправления (ТОС).

## Экономика
Сельскохозяйственный производственный кооператив «Могсохон» (основной вид деятельности — разведение крупного рогатого скота). Другие крестьянские хозяйства.

## Известные уроженцы
- Цырен-Доржи Дамдинжапов (14 сентября 1911—?) — прозаик, публицист, член Союза писателей и Союза журналистов СССР, заслуженный работник культуры Бурятии;
- Цырен-Намжил Очиров (1920—1987) — учитель, участник Великой Отечественной войны, самодеятельный художник, краевед;
- Бато-Мунко Ванкеев (род. 4 февраля 1977) — российский и белорусский боксёр-любитель, мастер спорта международного класса по боксу, бронзовый призёр Чемпионата Европы 2006 года, член олимпийской сборной Белоруссии на Олимпийских играх 2004 года.

## Достопримечательности
- Могсохон — неолитическое погребение, расположенное недалеко от улуса.